# Evert Persson
Evert Persson, född 17 juni 1905 i Malmö, död 3 oktober 1995, var en svensk jurist som var lagman i Lunds tingsrätt från 1971 till 1972.
Persson blev juris kandidat vid Lunds universitet 1928 och genomförde tingstjänstgöring 1928-1931 innan han 1933 blev fiskal. Han blev hovrättsråd i hovrätten över Skåne och Blekinge 1946 och 1947-1961, var häradshövding i Torna och Bara domsaga 1961-1967 och var borgmästare i Lunds stad 1967-1970. Han var lagman i Lunds tingsrätt 1971-1972.
Persson var son till snickarmästaren Anders Persson och hans maka Charlotta, född Andersson. Han var från 1938 gift med Carin, född Lindell 1907.